# Quibdó
Quibdó est une ville colombienne, capitale du département de Chocó. C'est l'une des principales villes du Pacifique colombien et un port fluvial situé sur le Río Atrato.
Quibdó est située dans une des régions les plus boisées de Colombie où se trouvent plusieurs réserves indigènes, ainsi que de grandes réserves écologiques, tel le Parc national naturel d'Utría.

## Toponymie
Quibdó fait référence au nom d'un chef indigène local, le cacique de Quibdó, dont les domaines comprenaient le territoire actuel de la ville.
Certaines versions indiquent que ce nom provient de la langue tule, quibi signifiant « celui qui sait » ; il signifie aussi « confluent de rivières » ou « rumeur des eaux ».

## Géographie
Quibdó, une des principales villes du Pacifique colombien, est située dans le quart nord-ouest de la Colombie.
Capitale du département de Chocó, c'est aussi un port fluvial actif qui s'étend le long des rives du Río Atrato.
La ville est située au cœur de la vallée du Río Atrato séparant, à l'est, la cordillère Occidentale des Andes colombiennes et, à l'ouest, la Serranía del Baudó qui longe l'océan Pacifique.
Quibdó est située à 231 kilomètres au sud-ouest de Medellin et à 425 kilomètres au nord de Cali, deux grandes villes colombiennes. Quant à Bogota, la capitale du pays est située à 567 kilomètres à l'est de Quibdó.

## Histoire
La ville est fondée en 1648, sous le nom de Citará, par le frère Matías Abad Mastodon sur des terrains offerts par les Indiens aux Franciscains (Ordre des frères mineurs). Le site est ensuite incendié plusieurs fois par les Indiens. La ville est reconstruite en 1654 par les Jésuites Pedro Cáceres et Francisco de Orta.
Vers 1690, un colon, exploitant de mines, venu d'Antioquia, Manuel Cañizales, fonde un nouveau peuplement sur les terres des caciques Guasebá et Quibdó. En 1702, le nombre de colons a significativement augmenté et l'Espagnol Francisco de Berro en reconnaît la qualité de peuplement via un acte signé avec les habitants environnants. Il lui donne le nom de San Francisco de Quibdó.

## Culture

### Groupes ethniques
Le groupe prédominant est celui des Afro-Colombiens. Sont aussi présents quelques blancs et des communautés de métis provenant de l'intérieur du pays, ainsi que des indiens Emberá et Wounaan.
Selon le recensement de 2005 effectué par le DANE, les proportions sont les suivantes :
- Afro-Colombiens : 87,5 % ;
- Métis et Blancs : 10,2 % ;
- Amérindiens : 2,3 %.

### Langues
L'espagnol est la langue officielle. Les langues indiennes emberá et wounaan sont également présentes et ont statut de langues officielles dans leurs aires d'influence. Enfin, de nombreuses langues africaines ont survécu et peuvent être entendues dans la région.

### Festival de Saint François d'Assise
Tous les ans,durant 1 mois a lieu le Festival de Saint François d'Assise (es). Les douze quartiers franciscains de Quibdó organisent ce festival, qui est « la célébration de l'identité afro-descendante » de la majorité des habitants de Quibdó. Ceux-ci se déguisent, dansent et des groupes de carnaval ainsi que des chars allégoriques défilent en l'honneur de Saint François d'Assise, appelé familièrement San Pancho. Cette fête a été inscrite en 2012 sur la Liste représentative du patrimoine culturel immatériel de l'humanité de l'UNESCO,.

## Climat
Quibdó est une des zones les plus pluvieuses au monde et officiellement l'endroit le plus pluvieux d'Amérique du Sud avec un record annuel de 8 991 mm. Cependant, la commune de Lloró, située à 22,5 km de Quibdó, détient le record mondial estimé (donc non officiel) de 13 300 mm (World Weather Information Service).
| Mois            | Janv | Fév. | Mars | Avr. | Mai | Juin | Juil. | Août | Sep. | Oct. | Nov. | Déc. |
| --------------- | ---- | ---- | ---- | ---- | --- | ---- | ----- | ---- | ---- | ---- | ---- | ---- |
| T. max.         | 30   | 31   | 32   | 33   | 35  | 35   | 35    | 34   | 33   | 32   | 31   | 30   |
| T. min.         | 23   | 23   | 24   | 24   | 24  | 23   | 23    | 23   | 23   | 22   | 22   | 23   |
| Pluviosité (mm) | 562  | 497  | 501  | 603  | 696 | 742  | 787   | 879  | 718  | 621  | 713  | 658  |

## Économie
Quibdo est la ville colombienne aux plus faibles revenus et le chômage y est presque le double du taux national . Près de 65 % des habitants vivent dans la pauvreté en 2021.

### Artisanat
L'orfèvrerie est le principal art de la région de Quibdó.
Les indigènes fabriquent des barques faites avec des palmes. Ils réalisent aussi des paniers, des chapeaux et des tapis.

## Personnalités natives de Quibdó
- Francisco Maturana (1949-) : footballeur.
- Alexis García (1960-) : footballeur.
- Hamilton Ricard (1974-) : footballeur.
- Danilson Córdoba (1986-) : footballeur.
- Jackson Martínez (1986-) : footballeur.
- Bonnie Prado Pino (1986-) : ingéneure aérospatiale.
- Carlos Alberto Sánchez Moreno (1986-) : footballeur.
- Darwin Andrade (1991-) : footballeur.
- Andrea Tovar (1993-) : Miss Colombie 2015 et 2e dauphine de Miss Univers 2016.